# Kirowsk (Białoruś)
Kirowsk (biał. Кіраўск) – miasto na Białorusi, w obwodzie mohylewskim, centrum administracyjne rejonu kirowskiego, 87 km od Mohylewa. 8,8 tys. mieszkańców (2010).